# Floriano Peixoto Faria Lima
Floriano Peixoto Faria Lima, ou simplesmente Faria Lima GCC • GCIH (Rio de Janeiro, 15 de novembro de 1917 — Rio de Janeiro, 9 de julho de 2011), foi um militar e político brasileiro.

## Biografia
Filho de João Soares Lima, imigrante português que se casou com a capixaba, Castorina Faria Lima. De uma família de cinco irmãos, do qual o seu irmão mais velho, José Vicente Faria Lima foi prefeito de São Paulo. Casou-se com Hilda Faria Lima, tendo gerado uma filha, Regina Maria Faria Lima.
Nascido na cidade do Rio de Janeiro, na época Distrito Federal. Cursou a Escola Naval (EN) em 1933. Oficial de Marinha, comandou a Escola de Aprendizes Marinheiros de Recife entre os anos de 1956 e 1959. Ocupava o posto de capitão-de-mar-e-guerra, em 1961, quando foi nomeado, no governo de Jânio Quadros, para o cargo de subchefe da Marinha no Gabinete Militar da Presidência da República, exercendo este cargo até a posse de João Goulart.
Foi ainda, no ano de 1967, nomeado adido militar junto às embaixadas do Brasil em Washington e Ottawa, em 1969, ocupando, nos anos seguintes, cargos no Estado-Maior das Forças Armadas e na Petrobras, chegando à presidência da empresa quando da saída de Ernesto Geisel para assumir a Presidência da República.
Foi escolhido por Geisel, em julho de 1974, para assumir o governo do Estado do Rio de Janeiro, quando da fusão deste com o Estado da Guanabara, momento em que se filiou à Aliança Renovadora Nacional (ARENA) e no qual procurou organizar a vida da unidade federada, que apresentava grandes contrastes entre seu interior e capital.
Seu governo ficou marcado pelo término da primeira etapa das obras do Metrô Rio que foram inauguradas no dia 5 de março de 1979, além do início das obras das Usinas Nucleares de Angra dos Reis.
Ao término do seu governo, no ano de 1979, deixou a vida pública, voltando-se para a iniciativa privada, integrando a diretoria da União das Indústrias Petroquímicas (UNIPAN).
A 20 de Dezembro de 1977 foi agraciado com a Grã-Cruz da Ordem do Infante D. Henrique e a 28 de Dezembro de 1978 foi agraciado com a Grã-Cruz da Ordem Militar de Cristo de Portugal.

### Morte
Morreu em 9 de julho de 2011, aos 93 anos, no Hospital Naval Marcílio Dias, no Rio de Janeiro, vítima de infecção generalizada. Era vice-almirante reformado.